# Викентий из Кельчи
Викентий из Кельчи(й), он же Винсент из Кельц (пол. Wincenty z Kielczy, Wincenty z Kielc; род. ок. 1200 — ум. после 1263) — польский священник, поэт, первый известный польский композитор.
Точное место рождения неизвестно. На право называть его «своим» претендуют город Кельце и силезское село Кельча. Приблизительно с 1222 года был капелланом епископа краковского Иво Одровонжа. В 1257 году стал каноником краковским, в 1258—1260 годах был приором монастыря доминиканцев в Рацибуже.
Автор двух версий жития епископа краковского Станислава: Vita minor для канонизации этого епископа и Vita maior как политической декларации идеи объединения Польши, раздробленной на княжества — она могла стать снова одной, так же как по легенде чудом соединились части тела епископа, разрубленные королём Болеславом Смелым.
Считается автором доминиканской летописи — хроники истории Польши, из которой мог черпать сведения Ян Длугош, которая сама не сохранилась. Возможно Винсент был первым, кто назвал короля Мешко II бездельником (Gnuśnym), несмотря на очень высокое образование короля, его попытки активной политики и более общие, международные причины кризиса государства. Такая несправедливая оценка короля надолго осталась широко распространённой.
Винсент является первым известным по имени польском композитором. Автор официума Historia gloriosissimi Stanislai (известного також и как Dies adest celebris), сочинённого для обряда переноса тела (лат. translatio corporis) епископа до алтаря (1254). В состав официума входит известная польская песня Gaude Mater Polonia, которую рыцари пели после удачной битвы.